# Кубок виклику АФК 2010
Кубок виклику АФК 2010 — третій за ліком турнір, який відбувся з 16 — 27 лютого 2010 року у Шрі-Ланці.   Індія, яка захищала свій титул, виставила команду гравців у віці до 23 років у межах підготовки команди до Азійських ігор.
Переможець турніру, КНДР, автоматично потрапив до Кубку Азії 2011.

## Кваліфікація
Одразу до фінальної стадії потрапили три збірні із найвищим рейтингом. Інші команди мали пройти кваліфікацію, яка складалася з двох частин:
- Попередній раунд плей-оф між збірними, які за рейтингом посіли 19-те та 20-те місця (Монголія і Макао)
- Груповий турнір — чотири групи з чотирьох команд. Переможець кожної групи потрапляв у фінал. Найкраща з команд, які посіли другі місця, також отримувала путівку до фінального турніру. Через відмову Афганістану від участі у кваліфікації вже після проведення попереднього раунду, при визначенні кращої команди, що посіла друге місце, не враховувалися матчі із збірними, які посіли четверті місця.[4]

### Учасники фінального турніру
- Індія (Автоматична кваліфікація)
- Північна Корея (Автоматична кваліфікація)
- Таджикистан (Автоматична кваліфікація)
- М'янма (Переможець групи A)
- Туркменістан (Переможець групи B)
- Киргизстан (Переможець групи C)
- Шрі-Ланка (Переможець групи D)
- Бангладеш (Краще друге місце)

Жеребкування фінального турніру відбулося 30 листопада 2009 року у готелі «Галадрі», Коломбо, Шрі-Ланка.

## Груповий турнір

### Група A
| М  | Команда       | І | В | Н | П | МЗ | МП | РМ | О |
| -- | ------------- | - | - | - | - | -- | -- | -- | - |
| 1. | Таджикистан · | 3 | 2 | 0 | 1 | 7  | 3  | +4 | 6 |
| 2. | М'янма ·      | 3 | 2 | 0 | 1 | 6  | 4  | +2 | 6 |
| 3. | Шрі-Ланка ·   | 3 | 1 | 0 | 2 | 4  | 7  | −3 | 3 |
| 4. | Бангладеш     | 3 | 1 | 0 | 2 | 4  | 6  | −2 | 3 |

| 16.02.2010 16:00 |

| Таджикистан | 1 — 2      | Бангладеш        |
| ----------- | ---------- | ---------------- |
| Рабієв 70'  | (Протокол) | Гок 67' Мешу 74' |

| Сугатадаса, Коломбо Глядачів: 1000 Арбітр: Хадзіме Мацуо |

| 16.02.2010 19:00 |

| М'янма                                                 | 4 — 0      | Шрі-Ланка |
| ------------------------------------------------------ | ---------- | --------- |
| К'яв Ті Ха 39' Янь Пен 71' Пай Сой 81' Мйо Мін Тун 87' | (Протокол) |           |

| Сугатадаса, Коломбо Глядачів: 3000 Арбітр: Аліреза Фагані |

| 18.02.2010 16:00 |

| Шрі-Ланка      | 1 — 3      | Таджикистан                       |
| -------------- | ---------- | --------------------------------- |
| Дальпетадо 78' | (Протокол) | Рабімов 13' Фатхуллоєв 32', 90+2' |

| Сугатадаса, Коломбо Глядачів: 1000 Арбітр: Тань Хай |

| 18.02.2010 19:00 |

| Бангладеш   | 1 — 2      | М'янма                      |
| ----------- | ---------- | --------------------------- |
| Хоссаїн 49' | (Протокол) | Тун Тун Він 16' Пай Сой 32' |

| Сугатадаса, Коломбо Глядачів: 500 Арбітр: Мухтар Аль-Ярімі |

| 20.02.2010 15:00 |

| Таджикистан                        | 3 — 0      | М'янма |
| ---------------------------------- | ---------- | ------ |
| Рабімов 33' Хакімов 52' Рабієв 88' | (Протокол) |        |

| СК Королівського коледжу, Коломбо Глядачів: 100 Арбітр: Наваф Абдулла Гхайят |

| 20.02.2010 15:00 |

| Шрі-Ланка                            | 3 — 0      | Бангладеш |
| ------------------------------------ | ---------- | --------- |
| Каїз 7' Геттіґе 43' Шанмугараджа 79' | (Протокол) |           |

| Сугатадаса, Коломбо Глядачів: 600 Арбітр: Чайя Махапаб |

### Група B
| М  | Команда          | І | В | Н | П | МЗ | МП | РМ | О |
| -- | ---------------- | - | - | - | - | -- | -- | -- | - |
| 1. | Північна Корея · | 3 | 2 | 1 | 0 | 8  | 1  | +7 | 7 |
| 2. | Туркменістан ·   | 3 | 2 | 1 | 0 | 3  | 1  | +2 | 7 |
| 3. | Киргизстан ·     | 3 | 1 | 0 | 2 | 2  | 6  | −4 | 3 |
| 4. | Індія ·          | 3 | 0 | 0 | 3 | 1  | 6  | −5 | 0 |

| 17.02.2010 16:00 |

| Індія             | 1 — 2      | Киргизстан                |
| ----------------- | ---------- | ------------------------- |
| Франко 58' (пен.) | (Протокол) | Аміров 15' Землянухін 32' |

| Сугатадаса, Коломбо Глядачів: 800 Арбітр: Наваф Абдулла Гхайят |

| 17.02.2010 19:00 |

| Північна Корея | 1 — 1      | Туркменістан  |
| -------------- | ---------- | ------------- |
| Лян Йон Гі 51' | (Протокол) | Гараданов 36' |

| Сугатадаса, Коломбо Глядачів: 400 Арбітр: Чайя Махапаб |

| 19.02.2010 16:00 |

| Киргизстан | 0 — 4      | Північна Корея                                                      |
| ---------- | ---------- | ------------------------------------------------------------------- |
|            | (Протокол) | Пак Сон Чхоль 29' Пак Хван Льон 47' Цой Мін Хо 65' Рі Чол Мьонг 68' |

| Сугатадаса, Коломбо Глядачів: 300 Арбітр: Андре Ель-Хаддад |

| 19.02.2010 19:00 |

| Туркменістан         | 1 — 0      | Індія |
| -------------------- | ---------- | ----- |
| Гараданов 24' (пен.) | (Протокол) |       |

| Сугатадаса, Коломбо Глядачів: 450 Арбітр: Хадзіме Мацуо |

| 21.02.2010 15:00 |

| Туркменістан   | 1 — 0      | Киргизстан |
| -------------- | ---------- | ---------- |
| Нурмирадов 70' | (Протокол) |            |

| СК Королівського коледжу, Коломбо Глядачів: 100 Арбітр: Андре Ель-Хаддад |

| 21.02.2010 15:00 |

| Індія | 0 — 3      | Північна Корея                        |
| ----- | ---------- | ------------------------------------- |
|       | (Протокол) | Лян Йон Гі 36', 72' Цой Чхоль Ман 57' |

| Сугатадаса, Коломбо Глядачів: 300 Арбітр: Тань Хай |

## Плей-оф
|  | Півфінали                       | Півфінали                       |       |                                 | Фінал                           | Фінал |  |
|  |                                 |                                 |       |                                 |                                 |       |  |
|  | 24 лютого - Сугатадаса, Коломбо |                                 |       |                                 |                                 |       |  |
|  | Таджикистан                     | 0                               |       |                                 |                                 |       |  |
|  | Туркменістан                    | 2                               |       |                                 |                                 |       |  |
|  |                                 |                                 |       |                                 |                                 |       |  |
|  |                                 |                                 |       |                                 | 27 лютого - Сугатадаса, Коломбо |       |  |
|  |                                 |                                 |       |                                 | Туркменістан                    | 1 (4) |  |
|  |                                 | Північна Корея (пен.)           | 1 (5) |                                 |                                 |       |  |
|  |                                 |                                 |       |                                 |                                 |       |  |
|  |                                 |                                 |       |                                 |                                 |       |  |
|  |                                 |                                 |       |                                 | Матч за третє місце             |       |  |
|  | 24 лютого - Сугатадаса, Коломбо | 24 лютого - Сугатадаса, Коломбо |       | 27 лютого - Сугатадаса, Коломбо | 27 лютого - Сугатадаса, Коломбо |       |  |
|  | Північна Корея                  | 5                               |       | Таджикистан                     | 1                               |       |  |
|  | М'янма                          | 0                               |       |                                 | М'янма                          | 0     |  |

### Півфінали
| 24.02.2010 15:30 |

| Таджикистан | 0 — 2      | Туркменістан          |
| ----------- | ---------- | --------------------- |
|             | (Протокол) | Аманов 33' Уразов 45' |

| Сугатадаса, Коломбо Глядачів: 300 Арбітр: Аліреза Фагані |

| 24.02.2010 19:00 |

| Північна Корея                                                         | 5 — 0      | М'янма |
| ---------------------------------------------------------------------- | ---------- | ------ |
| Цой Мін Хо 6' Цой Чхоль Ман 12', 73' Пак Сон Чхоль 13' Кім Сон Йон 85' | (Протокол) |        |

| Сугатадаса, Коломбо Глядачів: 400 Арбітр: Мухтар Аль-Ярімі |

### Матч за 3-є місце
| 27.02.2010 15:30 |

| Таджикистан | 1 — 0      | М'янма |
| ----------- | ---------- | ------ |
| Хакімов 11' | (Протокол) |        |

| Сугатадаса, Коломбо Глядачів: 300 Арбітр: Андре Ель-Хаддад |

### Фінал
| 27.02.2010 19:00 |

| Туркменістан  | 1 — 1      | Північна Корея |
| ------------- | ---------- | -------------- |
| Шамирадов 33' | (Протокол) | Лян Йон Гі 75' |

| Сугатадаса, Коломбо Глядачів: 3000 Арбітр: Аліреза Фагані |

|                                                                 |       | Пенальті                                                                            |  |
| Овеков · Гараданов · Шамирадов · Реджепов · Нурмирадов · Аманов | 4 – 5 | Пак Сон Чхоль · Лян Йон Гі · Рі Чол Мьонг · Чха Ту Йон · Пак Йон Джін · Лі Ван Хьок |  |

## Переможець
| Переможець Кубка виклику АФК 2010 |
| --------------------------------- |
| КНДР Вперше                       |